# Balajthi Máté
Balajthi Máté, névváltozat: Balajthy (Jászapáti, 1732. január 23. – Szentsimon, 1796. május 2.) plébános, kanonok.

## Élete
Régi nemesi család sarja. Tanult Gyöngyösön, Győrött és Kassán, majd a papi pályára lépett. Az egri egyházmegye kötelékébe lépve, miután elvégezte a hittudományi tanfolyamot, Hell Miksához ment Bécsbe a csillagászatot tanulni mint az egri "Specula" igazgató-jelöltjeként (azonban soha nem töltötte be ezt az állást), azonban nem felelt meg a várakozásoknak. 1761-ben Egerben, mint a matematika tanára működött, egyszersmind a csillagvizsgáló igazgatója lett; 1775 és 1778 között kunszentmártoni plébános és címzetes kanonok. 1794. november 21-én mint szentsimoni
plébános és alsőgömöri esperes benediktálta az elkészült sajópüspöki templomot. Hangonyban temették el.

## Munkái
- Sanctus Joannes apostolus et evangelista ante portam latinam… in cathedrali ecclesiae Agriensi dictione panegyrica celebratus… Agriae, 1761.
- Institutionis arithmeticae selectis operationibus illustratae in usum auditorum matheseos. Uo. 1765.